# Jericho

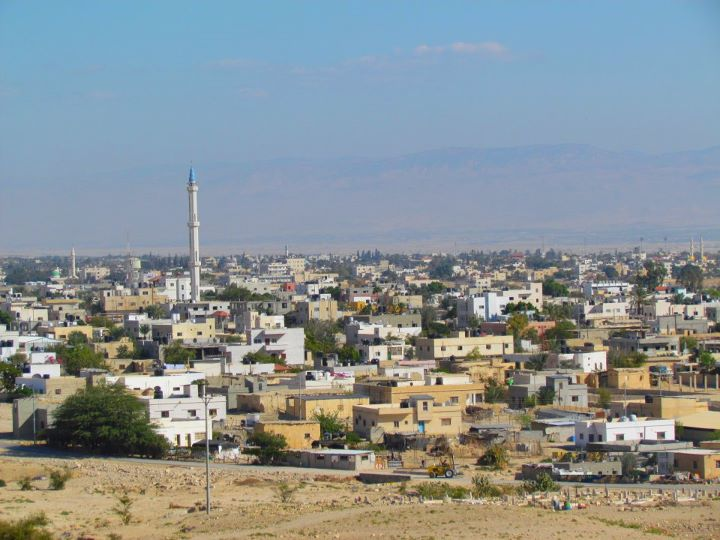
Jericho

Jericho (Arabisch: أريحا, Er-Riha of Arīḩā, Hebreeuws: יריחו Jericho) is een Palestijnse stad op de Westelijke Jordaanoever van Palestina, in het Gouvernement Jericho bestuurd door de Palestijnse Autoriteit. De stad ligt Jericho ligt in de Jordaanvallei, ongeveer 15 kilometer ten noordwesten van de Dode Zee, en niet ver van de rivier de Jordaan in het oosten en Jeruzalem in het westen, . De stad ligt ongeveer 260 meter onder zeeniveau en is de laagst gelegen stad ter wereld. In 2007 had de stad 18.346 inwoners. Jericho staat bekend als de oudste continu bewoonde stad ter wereld, een Kanaänitische stadstaat, en staat sinds 2023 op de Unesco-Werelderfgoedlijst.

## Geschiedenis
Gedurende meer dan 11.000 jaar bestonden er drie verschillende nederzettingen op of dicht bij de plek van het huidige Jericho. Het was waarschijnlijk een gewilde locatie vanwege voorraden drinkwater van een waterrijke oase en de gunstige ligging aan een oost-westroute ten noorden van de Dode Zee.
De eerste archeologische opgravingen van de plaats werden door Charles Warren gedaan in 1868. Ernst Sellin en Carl Watzinger deden opgravingen bij Tell es-Sultan en Tulul Abu el-'Alayiq, tussen 1907 en 1909 en in 1911. John Garstang deed opgravingen tussen 1930 en 1936. Uitgebreid onderzoek met behulp van modernere technieken werden door Kathleen Kenyon gedaan, tussen 1952 en 1958.

### Prehistorie
De vroegste nederzetting bevond zich bij het tegenwoordige Tell es-Sultan (of Tell Sultan), op enkele kilometers afstand van de huidige stad. Het Arabische tell betekent heuvel—opeenvolgende lagen van bewoonde grond die in de loop van de tijd op elkaar gebouwd waren op een heuvel, zoals dat bij veel nederzettingen in het Midden-Oosten en Klein-Azië gebeurde. De neolithische nederzettingen bestonden gelijktijdig met Çatal Hüyük en bevonden zich op een soortgelijk technologisch niveau.

### Jericho in de Bijbel
Volgens het boek Jozua ((Jozua 6:1-21) in de Hebreeuwse Bijbel was Jericho de eerste stad in het Beloofde Land die de Israëlieten veroverden na hun uittocht uit Egypte.

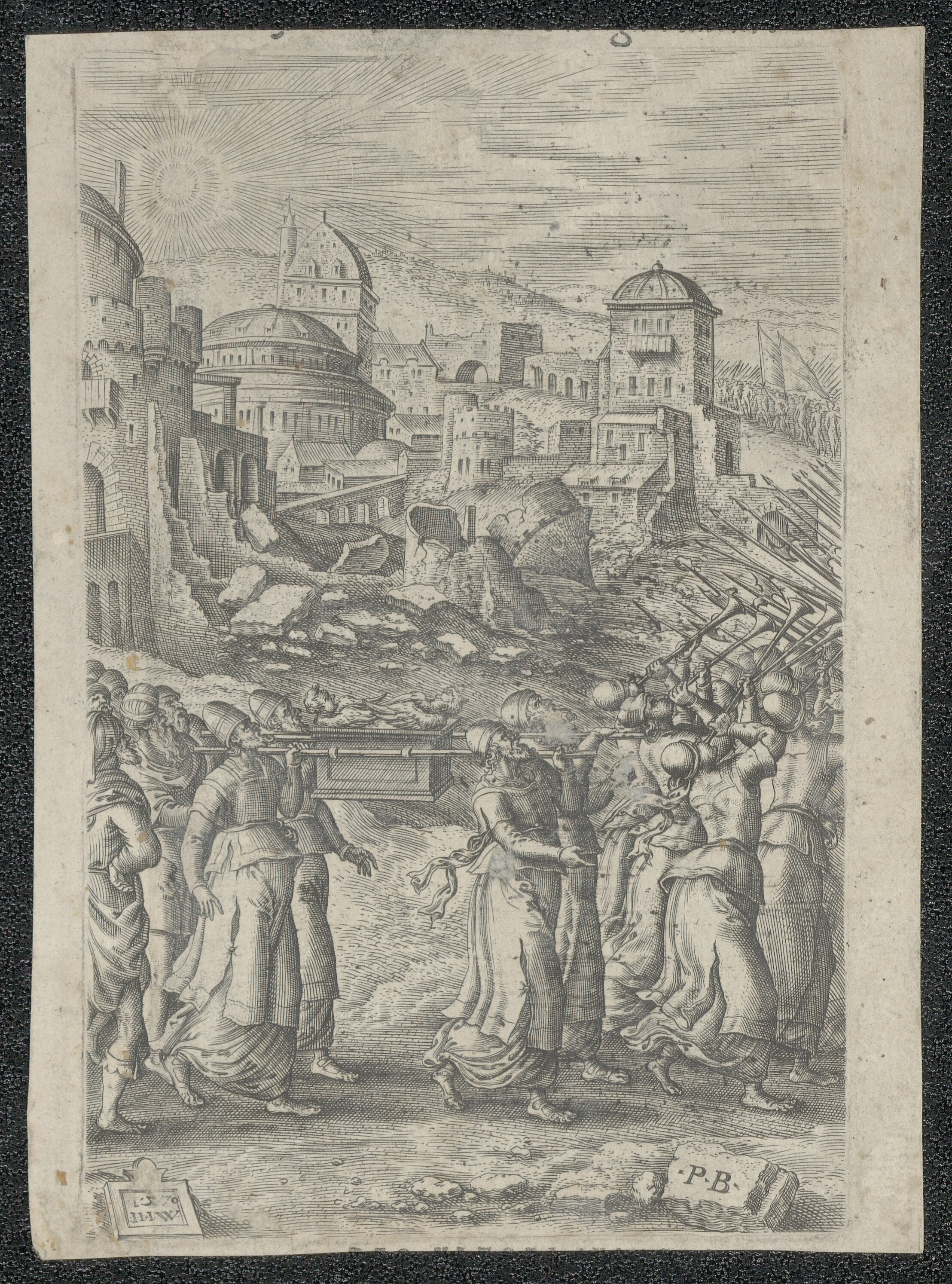
Prent van de Val van Jericho. Gemaakt in de zestiende eeuw. Bewaard in de Universiteitsbibliotheek Gent.

In het Nieuwe Testament komt Jericho voor in het Evangelie volgens Lucas (18:35-19:10). Jezus kwam door Jericho op weg naar Jeruzalem waar hij zou worden gekruisigd.

### Tulul Abu el-'Alayiq
Deze latere nederzetting bestond gedurende de Hellenistische tijd, het Byzantijnse Rijk, de Nieuwtestamentische en de Islamitische tijdperken, waarvan heuvels achtergebleven zijn te Tulul Abu el-'Alayiq, 2 kilometer ten westen van het hedendaagse er-Riha. De Hasmoneeën en de Herodianen hadden hier hun winterpaleizen. Onder de islamitische Omajjaden werd het Paleis van Hisham nabij Jericho gebouwd.

### Byzantijnse synagoge
In 1936 werd een synagoge opgegraven uit de Byzantijnse periode en werd gedateerd tussen de 5e en 8e eeuw na Christus. Deze synagoge kreeg de naam Shalom Al Israel, genoemd naar een Hebreeuws opschrift op een van de in de synagoge gevonden mozaïeken. Op 12 oktober 2000 werd de synagoge door Palestijnen aangevallen en in brand gezet. De Torah-rollen konden ternauwernood gered worden.

### Na 1967
Na de bezetting van de Westelijke Jordaanoever door Jordanië in de Arabisch-Israëlische Oorlog van 1948 werd deze in de Zesdaagse Oorlog van 1967 veroverd en militair bezet door Israël. Jericho was de eerste stad die, overeenkomstig de Oslo Akkoorden in 1994 door Israël aan de Palestijnse Autoriteit werd overgedragen. Staatsburgers van Israël hebben geen toegang tot de stad.
Sindsdien zijn er rond Jericho Israëlische nederzettingen gebouw. Palestijnse boeren uit de kleine dorpjes worden bedreigd en geïntimideerd door kolonisten uit de nederzettingen, en hun woningen worden stelselmatig door het Israëlische leger gesloopt.

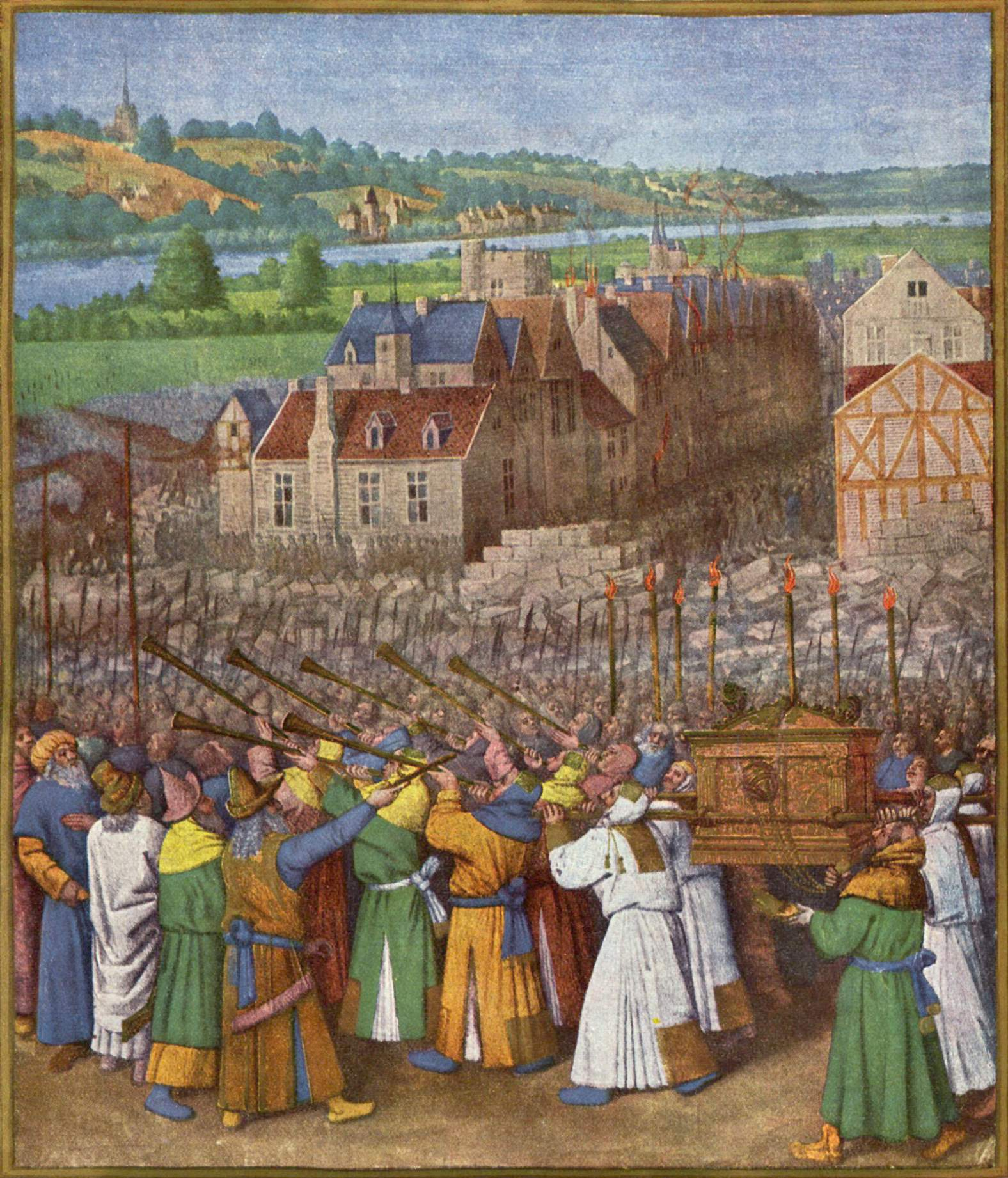
Middeleeuwse miniatuur van Jean Fouquet van het Bijbelse verhaal over de Val van Jericho
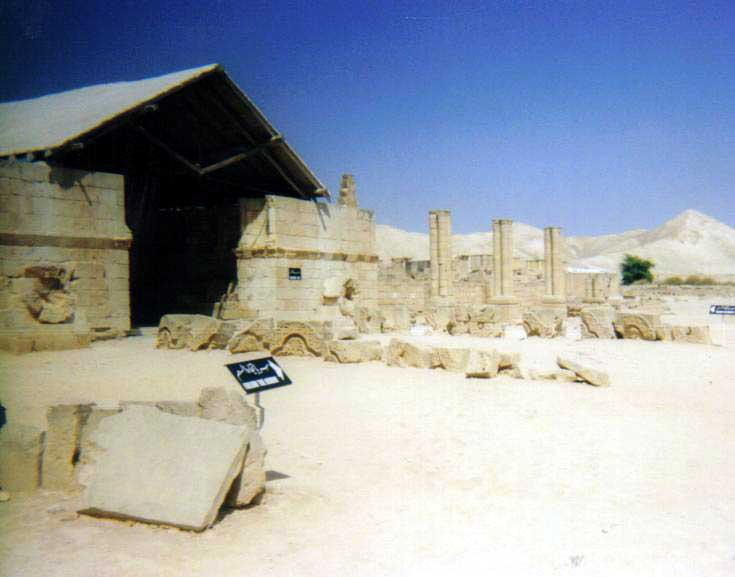
Het Paleis van Hisham even ten noorden van Jericho
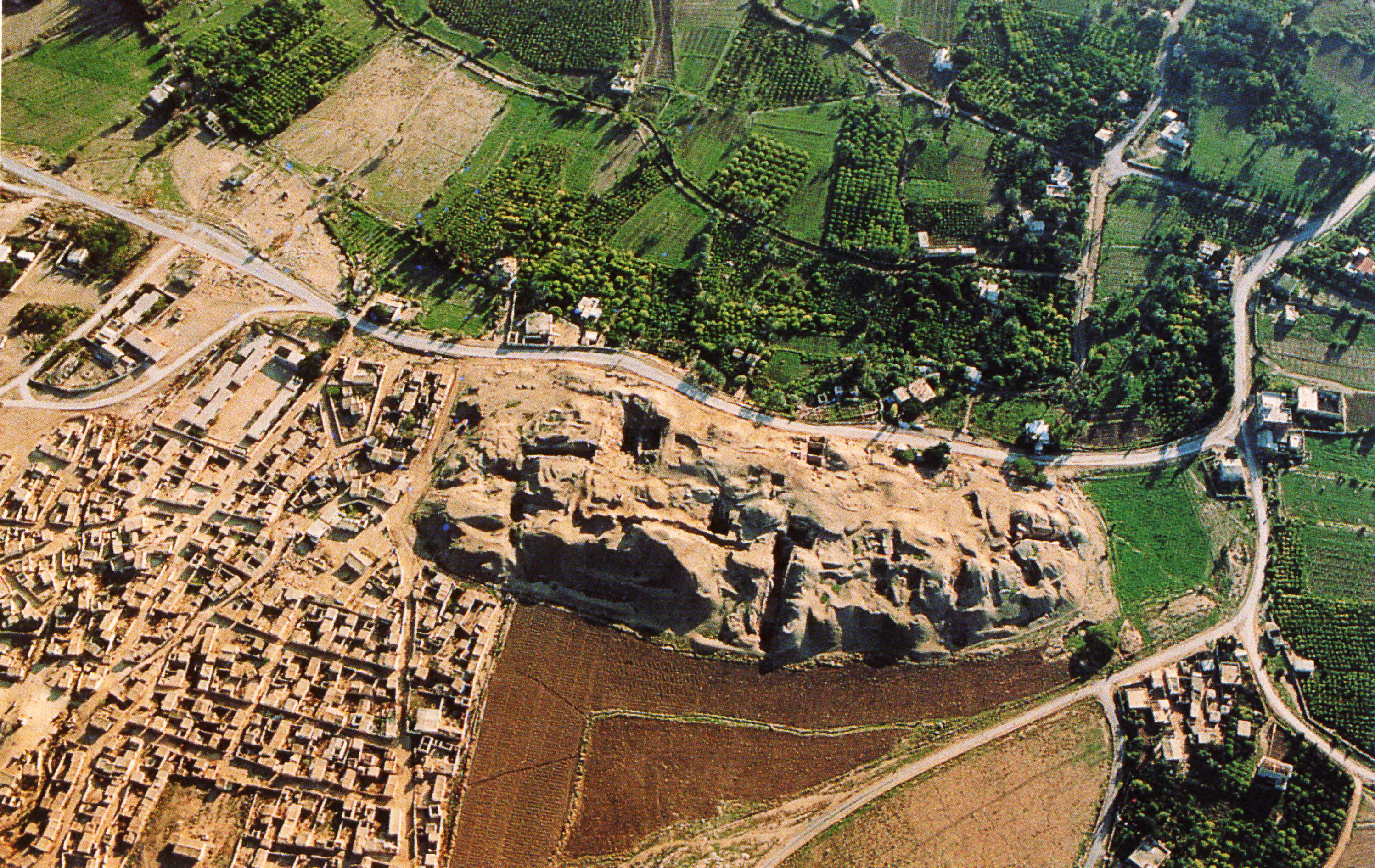
Tell es-Sultan
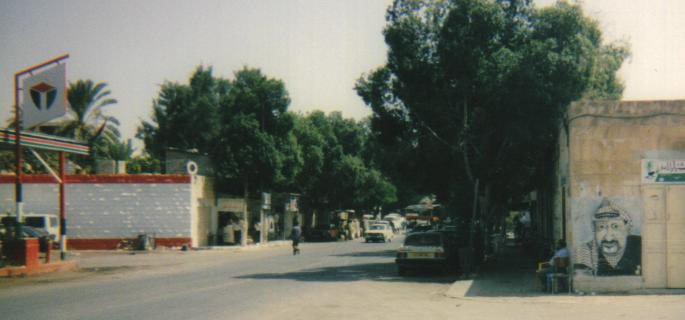
Een straat in Jericho

## Geografie
Jericho ligt 258 meter onder zeeniveau in een oase in Wadi Qelt, in de vallei van de Jordaan. Jericho heeft een warm woestijnklimaat met een gemiddelde jaarlijkse regenval van 204 mm (wat vooral in de wintermaanden valt) en een gemiddelde temperatuur van 11 °C in januari en 31 °C in juli. Rijke alluviale grond en overvloedig bronwater hebben van Jericho een aantrekkelijke vestigingsplaats gemaakt.

### Belangrijk vogelgebied
Een gebied van 3500 hectare in Jericho is aangewezen als Important Bird Area door BirdLife International vanwege het belang voor significante populaties van lannervalk, kleine torenvalk, moabmus en zwarte frankolijn. Tijdens de trek komen ook vele ooievaars, zwarte ooievaars en wespendieven voorbij.